# The Tumor Called Marla
A The Tumor Called Marla egy magyar Modern-Metal zenekar, amit 2014-ben alapított Gerő András, Burai Anna, Lauter Attila és Farkas Krisztián. Eddig egy kislemezt és egy nagylemezt adtak ki, játszottak már valamennyi hazai klubban és két fesztiválon (Rockmaraton, Abaliget Prog Camp), illetve külföldön Romániában és Csehországban is. Zenei hatásaik között a legszélsőségesebb műfajokat említik, zenéjük izgalmas fúziót alkot metal, pop, progresszív és elektronikus elemekből.

## Történet
A zenekar bemutatkozó kislemeze 2015. november 27-én, fekete pénteken jelent meg Trance címmel, az amerikai Imminence Records gondozásában. Első koncertjüket 2015. október 24-én adták a tatabányai Roxxy Music Café-ban, a Leander Rising vendégeként, majd klubkoncertek keretein belül mutatták be a Trance anyagait Budapesten. Az ezt követő évben hazánkban az elsők között csináltak 360 fokos VR videoklipet, melyet a Basement Tapes című dalukra forgattak. Hosszas tagcserék után 2017 második felében a zenekar összerakta első nagylemezének anyagait. Az új felállás első, Distances című videoklipje 2018. február 2-án debütált, melyet 2018.május 16-án a Tmesis követett. Első nagyobb sikerüket a debütáló nagylemezükkel érték el, mely a Metal Hammer Magazin 2018. júliusi-augusztusi számának mellékleteként látott napvilágot Hammer Music (EDGE Records) jóvoltából. Az ének és vokálok produceri munkálataiért Csongor Bálint (Subscribe, USEME) volt a felelős. 2018 őszén 12 állomásos lemezbemutató turnéra indultak a vidéki és budapesti klubokba Ghosts Tour című műsorukkal, játszottak kétszer a Jinjer előzenekaraként, 2019-ben pedig sikeres önálló csehországi és erdélyi koncertsorozatot  és egy Rockmaraton Fesztiválos koncertet tudhatnak maguk mögött. 2019-ben a zenekar továbbá a Subscribe zenekar vendége volt, valamint az "Év debütáló albuma" díjjal lettek gazdagabbak a HangSúly Hungarian Metal Awards-on.  A zenekar 2020-ban feloszlott.

## Diszkográfia
Stúdióalbumok
- Limbo City (2018)[13]

EP-k
- Trance (2015)[14]

Kislemezek
- Tmesis (2018)
- Distances (2018)
- A Different Tension (2015)
- Mute (2015)

## Tagok
Jelenlegi felállás
- Kovács Barbara – ének
- Gerő András – ének
- Hegyes Dániel – gitár
- Farkas Krisztián – gitár/vokál
- Kovács-Ferencz Zsolt – basszusgitár
- Csobán Bence – dob

Korábbi tagok

- Lauter Attila – gitár
- Kneif Geri – basszusgitár
- Ritzel Ani – ének
- Burai Anna – ének
- Jegyinák Roland – dob
- Bíró Balázs – dob